# Tour de Yorkshire de 2018
A 4.ª edição do Tour de Yorkshire celebrou-se na Grã-Bretanha entre 3 e 6 de maio de 2018 com início na cidade de Beverley e final na cidade de Leeds no condado de Yorkshire. O percurso consistiu de um total de 4 etapas sobre uma distância total de 701,5 km.
A prova fez parte do UCI Europe Tour de 2018 dentro da categoria 2.1 e foi vencida pelo ciclista belga Greg Van Avermaet da equipa BMC Racing. O pódio completaram-no o ciclista espanhol Eduard Prades da equipa Euskadi Basque Country-Murias e o ciclista belga Serge Pauwels da equipa Dimension Data.

## Equipas participantes
Tomaram parte na corrida 20 equipas: 6 de categoria UCI WorldTeam convidados pela organização; 7 de categoria Profissional Continental; 6 de categoria Continental e a selecção nacional do Reino Unido. Formando assim um pelotão de 140 ciclistas dos que terminaram 98. As equipas participantes foram:
| Equipes WorldTeam (6)- Astana - BMC Racing Team - Dimension Data - Katusha-Alpecin - Sky - Team Sunweb Equipes profissionais Continentais (7)- Aqua Blue Sport - Cofidis, Solutions Crédits - Direct Énergie - Euskadi Basque Country-Murias - Rally Cycling - Roompot-Nederlandse Loterij - Vital Concept Equipes Continentais (6)- JLT Condor - Madison Genesis - ONE Pro Cycling - Canyon Eisberg - Vitus Pro Cycling - Holdsworth Pro Racing Equipe nacional- Grã-Bretanha |
| |

## Percorrido
O Tour de Yorkshire dispôs de 4 etapas, dividido em três etapas em media montanha e uma etapa mista que combina um percurso plano e em media montanha para um percurso total de 701,5 quilómetros.
| Etapa | Data   | Percurso               | type            | Distância (km) | Vencedor          | Líder geral       |
| ----- | ------ | ---------------------- | --------------- | -------------- | ----------------- | ----------------- |
| 1     | 3 mai. | Beverley – Doncaster   | etapa plana     | 182            | Harry Tanfield    | Harry Tanfield    |
| 2     | 4 mai. | Barnsley – Ilkley      | etapa escarpada | 149            | Magnus Cort       | Magnus Cort       |
| 3     | 5 mai. | Richmond – Scarborough | etapa escarpada | 181            | Max Walscheid     | Magnus Cort       |
| 4     | 6 mai. | Halifax – Leeds        | etapa escarpada | 189,5          | Stéphane Rossetto | Greg Van Avermaet |

## Desenvolvimento da corrida

### 1.ª etapa
| Beverley - Doncaster | etapa plana | (182 km) |

| \| Classificação por etapas \| Classificação por etapas \| Classificação por etapas \| Classificação por etapas \| Classificação por etapas \| \| Ciclista \| Ciclista \| Equipe \| Tempo \| \| \| ------------------------ \| ------------------------ \| ------------------------ \| ------------------------ \| ------------------------ \| \| 1. \| Harry Tanfield \| Canyon Eisberg \| 4h08m12s \| \| \| 2. \| Alistair Slater \| JLT Condor \| + 0s \| \| \| 3. \| Michael Cuming \| Madison Genesis \| + 0s \| \| \| 4. \| Emerson Oronte \| Rally Cycling \| + 0s \| \| \| 5. \| Tom Baylis \| ONE Pro Cycling \| + 0s \| \| \| 6. \| Max Walscheid \| Team Sunweb \| + 5s \| \| \| 7. \| Bryan Coquard \| Vital Concept \| + 5s \| \| \| 8. \| Emīls Liepiņš \| ONE Pro Cycling \| + 5s \| \| \| 9. \| Colin Joyce \| Rally Cycling \| + 5s \| \| \| 10. \| Riccardo Minali \| Astana \| + 0s \| \| |                 |                 |          |
| |                 |                 |          |
| |                 |                 |          |
| Classificação por etapas |                 |                 |          |
| Ciclista | Ciclista        | Equipe          | Tempo    |
| 1. | Harry Tanfield  | Canyon Eisberg  | 4h08m12s |
| 2. | Alistair Slater | JLT Condor      | + 0s     |
| 3. | Michael Cuming  | Madison Genesis | + 0s     |
| 4. | Emerson Oronte  | Rally Cycling   | + 0s     |
| 5. | Tom Baylis      | ONE Pro Cycling | + 0s     |
| 6. | Max Walscheid   | Team Sunweb     | + 5s     |
| 7. | Bryan Coquard   | Vital Concept   | + 5s     |
| 8. | Emīls Liepiņš   | ONE Pro Cycling | + 5s     |
| 9. | Colin Joyce     | Rally Cycling   | + 5s     |
| 10. | Riccardo Minali | Astana          | + 0s     |

| \| Classificação geral \| Classificação geral \| Classificação geral \| Classificação geral \| Classificação geral \| \| Ciclista \| Ciclista \| Equipe \| Tempo \| \| \| ------------------- \| ------------------- \| ------------------- \| ------------------- \| ------------------- \| \| 1. \| Harry Tanfield \| Canyon Eisberg \| 4h07m58s \| \| \| 2. \| Alistair Slater \| JLT Condor \| + 3s \| \| \| 3. \| Michael Cuming \| Madison Genesis \| + 10s \| \| \| 4. \| Emerson Oronte \| Rally Cycling \| + 14s \| \| \| 5. \| Tom Baylis \| ONE Pro Cycling \| + 14s \| \| \| 6. \| Axel Journiaux \| Direct Énergie \| + 16s \| \| \| 7. \| Max Walscheid \| Team Sunweb \| + 19s \| \| \| 8. \| Bryan Coquard \| Vital Concept \| + 19s \| \| \| 9. \| Emīls Liepiņš \| ONE Pro Cycling \| + 19s \| \| \| 10. \| Colin Joyce \| Rally Cycling \| + 19s \| \| |                 |                 |          |
| |                 |                 |          |
| |                 |                 |          |
| Classificação geral |                 |                 |          |
| Ciclista | Ciclista        | Equipe          | Tempo    |
| 1. | Harry Tanfield  | Canyon Eisberg  | 4h07m58s |
| 2. | Alistair Slater | JLT Condor      | + 3s     |
| 3. | Michael Cuming  | Madison Genesis | + 10s    |
| 4. | Emerson Oronte  | Rally Cycling   | + 14s    |
| 5. | Tom Baylis      | ONE Pro Cycling | + 14s    |
| 6. | Axel Journiaux  | Direct Énergie  | + 16s    |
| 7. | Max Walscheid   | Team Sunweb     | + 19s    |
| 8. | Bryan Coquard   | Vital Concept   | + 19s    |
| 9. | Emīls Liepiņš   | ONE Pro Cycling | + 19s    |
| 10. | Colin Joyce     | Rally Cycling   | + 19s    |

### 2.ª etapa
| Barnsley - Ilkley | etapa escarpada | (149 km) |

| \| Classificação por etapas \| Classificação por etapas \| Classificação por etapas \| Classificação por etapas \| Classificação por etapas \| \| Ciclista \| Ciclista \| Equipe \| Tempo \| \| \| ------------------------ \| ------------------------ \| ------------------------ \| ------------------------ \| ------------------------ \| \| 1. \| Magnus Cort \| Astana \| 3h25m34s \| \| \| 2. \| Greg Van Avermaet \| BMC Racing Team \| + 0s \| \| \| 3. \| Eduard Prades \| Euskadi-Murias \| + 0s \| \| \| 4. \| Serge Pauwels \| Dimension Data \| + 0s \| \| \| 5. \| Jonathan Hivert \| Direct Énergie \| + 5s \| \| \| 6. \| Robert Kišerlovski \| Katusha-Alpecin \| + 5s \| \| \| 7. \| Michael Storer \| Team Sunweb \| + 5s \| \| \| 8. \| Colin Joyce \| Rally Cycling \| + 5s \| \| \| 9. \| Steff Cras \| Katusha-Alpecin \| + 11s \| \| \| 10. \| Brent Bookwalter \| BMC Racing Team \| + 11s \| \| |                    |                 |          |
| |                    |                 |          |
| |                    |                 |          |
| Classificação por etapas |                    |                 |          |
| Ciclista | Ciclista           | Equipe          | Tempo    |
| 1. | Magnus Cort        | Astana          | 3h25m34s |
| 2. | Greg Van Avermaet  | BMC Racing Team | + 0s     |
| 3. | Eduard Prades      | Euskadi-Murias  | + 0s     |
| 4. | Serge Pauwels      | Dimension Data  | + 0s     |
| 5. | Jonathan Hivert    | Direct Énergie  | + 5s     |
| 6. | Robert Kišerlovski | Katusha-Alpecin | + 5s     |
| 7. | Michael Storer     | Team Sunweb     | + 5s     |
| 8. | Colin Joyce        | Rally Cycling   | + 5s     |
| 9. | Steff Cras         | Katusha-Alpecin | + 11s    |
| 10. | Brent Bookwalter   | BMC Racing Team | + 11s    |

| \| Classificação geral \| Classificação geral \| Classificação geral \| Classificação geral \| Classificação geral \| \| Ciclista \| Ciclista \| Equipe \| Tempo \| \| \| ------------------- \| ------------------- \| -------------------------- \| ------------------- \| ------------------- \| \| 1. \| Magnus Cort \| Astana \| 7h33m41s \| \| \| 2. \| Greg Van Avermaet \| BMC Racing Team \| + 4s \| \| \| 3. \| Eduard Prades \| Euskadi-Murias \| + 6s \| \| \| 4. \| Serge Pauwels \| Dimension Data \| + 10s \| \| \| 5. \| Colin Joyce \| Rally Cycling \| + 15s \| \| \| 6. \| Robert Kišerlovski \| Katusha-Alpecin \| + 15s \| \| \| 7. \| Michael Storer \| Team Sunweb \| + 15s \| \| \| 8. \| Brent Bookwalter \| BMC Racing Team \| + 21s \| \| \| 9. \| Steff Cras \| Katusha-Alpecin \| + 21s \| \| \| 10. \| Anthony Perez \| Cofidis, Solutions Crédits \| + 21s \| \| |                    |                            |          |
| |                    |                            |          |
| |                    |                            |          |
| Classificação geral |                    |                            |          |
| Ciclista | Ciclista           | Equipe                     | Tempo    |
| 1. | Magnus Cort        | Astana                     | 7h33m41s |
| 2. | Greg Van Avermaet  | BMC Racing Team            | + 4s     |
| 3. | Eduard Prades      | Euskadi-Murias             | + 6s     |
| 4. | Serge Pauwels      | Dimension Data             | + 10s    |
| 5. | Colin Joyce        | Rally Cycling              | + 15s    |
| 6. | Robert Kišerlovski | Katusha-Alpecin            | + 15s    |
| 7. | Michael Storer     | Team Sunweb                | + 15s    |
| 8. | Brent Bookwalter   | BMC Racing Team            | + 21s    |
| 9. | Steff Cras         | Katusha-Alpecin            | + 21s    |
| 10. | Anthony Perez      | Cofidis, Solutions Crédits | + 21s    |

### 3.ª etapa
| Richmond - Scarborough | etapa escarpada | (181 km) |

| \| Classificação por etapas \| Classificação por etapas \| Classificação por etapas \| Classificação por etapas \| Classificação por etapas \| \| Ciclista \| Ciclista \| Equipe \| Tempo \| \| \| ------------------------ \| ------------------------ \| ------------------------ \| ------------------------ \| ------------------------ \| \| 1. \| Max Walscheid \| Team Sunweb \| 4h10m27s \| \| \| 2. \| Magnus Cort \| Astana \| + 0s \| \| \| 3. \| Jon Aberasturi \| Euskadi-Murias \| + 0s \| \| \| 4. \| Bryan Coquard \| Vital Concept \| + 0s \| \| \| 5. \| Robert-Jon McCarthy \| JLT Condor \| + 0s \| \| \| 6. \| Connor Swift \| Madison Genesis \| + 0s \| \| \| 7. \| Mike Teunissen \| Team Sunweb \| + 0s \| \| \| 8. \| Greg Van Avermaet \| BMC Racing Team \| + 0s \| \| \| 9. \| Emīls Liepiņš \| ONE Pro Cycling \| + 0s \| \| \| 10. \| Colin Joyce \| Rally Cycling \| + 0s \| \| |                     |                 |          |
| |                     |                 |          |
| |                     |                 |          |
| Classificação por etapas |                     |                 |          |
| Ciclista | Ciclista            | Equipe          | Tempo    |
| 1. | Max Walscheid       | Team Sunweb     | 4h10m27s |
| 2. | Magnus Cort         | Astana          | + 0s     |
| 3. | Jon Aberasturi      | Euskadi-Murias  | + 0s     |
| 4. | Bryan Coquard       | Vital Concept   | + 0s     |
| 5. | Robert-Jon McCarthy | JLT Condor      | + 0s     |
| 6. | Connor Swift        | Madison Genesis | + 0s     |
| 7. | Mike Teunissen      | Team Sunweb     | + 0s     |
| 8. | Greg Van Avermaet   | BMC Racing Team | + 0s     |
| 9. | Emīls Liepiņš       | ONE Pro Cycling | + 0s     |
| 10. | Colin Joyce         | Rally Cycling   | + 0s     |

| \| Classificação geral \| Classificação geral \| Classificação geral \| Classificação geral \| Classificação geral \| \| Ciclista \| Ciclista \| Equipe \| Tempo \| \| \| ------------------- \| ------------------- \| -------------------------- \| ------------------- \| ------------------- \| \| 1. \| Magnus Cort \| Astana \| 11h44m02s \| \| \| 2. \| Greg Van Avermaet \| BMC Racing Team \| + 10s \| \| \| 3. \| Eduard Prades \| Euskadi-Murias \| + 12s \| \| \| 4. \| Serge Pauwels \| Dimension Data \| + 16s \| \| \| 5. \| Colin Joyce \| Rally Cycling \| + 21s \| \| \| 6. \| Robert Kišerlovski \| Katusha-Alpecin \| + 21s \| \| \| 7. \| Michael Storer \| Team Sunweb \| + 21s \| \| \| 8. \| Brent Bookwalter \| BMC Racing Team \| + 27s \| \| \| 9. \| Steff Cras \| Katusha-Alpecin \| + 27s \| \| \| 10. \| Anthony Perez \| Cofidis, Solutions Crédits \| + 27s \| \| |                    |                            |           |
| |                    |                            |           |
| |                    |                            |           |
| Classificação geral |                    |                            |           |
| Ciclista | Ciclista           | Equipe                     | Tempo     |
| 1. | Magnus Cort        | Astana                     | 11h44m02s |
| 2. | Greg Van Avermaet  | BMC Racing Team            | + 10s     |
| 3. | Eduard Prades      | Euskadi-Murias             | + 12s     |
| 4. | Serge Pauwels      | Dimension Data             | + 16s     |
| 5. | Colin Joyce        | Rally Cycling              | + 21s     |
| 6. | Robert Kišerlovski | Katusha-Alpecin            | + 21s     |
| 7. | Michael Storer     | Team Sunweb                | + 21s     |
| 8. | Brent Bookwalter   | BMC Racing Team            | + 27s     |
| 9. | Steff Cras         | Katusha-Alpecin            | + 27s     |
| 10. | Anthony Perez      | Cofidis, Solutions Crédits | + 27s     |

### 4.ª etapa
| Halifax - Leeds | etapa escarpada | (189,5 km) |

| \| Classificação por etapas \| Classificação por etapas \| Classificação por etapas \| Classificação por etapas \| Classificação por etapas \| \| Ciclista \| Ciclista \| Equipe \| Tempo \| \| \| ------------------------ \| ------------------------ \| -------------------------- \| ------------------------ \| ------------------------ \| \| 1. \| Stéphane Rossetto \| Cofidis, Solutions Crédits \| 4h53m22s \| \| \| 2. \| Greg Van Avermaet \| BMC Racing Team \| + 34s \| \| \| 3. \| Ian Bibby \| JLT Condor \| + 34s \| \| \| 4. \| Edward Dunbar \| Aqua Blue Sport \| + 34s \| \| \| 5. \| Eduard Prades \| Euskadi-Murias \| + 34s \| \| \| 6. \| Anthony Perez \| Cofidis, Solutions Crédits \| + 34s \| \| \| 7. \| Jonathan Hivert \| Direct Énergie \| + 34s \| \| \| 8. \| Serge Pauwels \| Dimension Data \| + 34s \| \| \| 9. \| Robert Kišerlovski \| Katusha-Alpecin \| + 34s \| \| \| 10. \| Michael Storer \| Team Sunweb \| + 34s \| \| |                    |                            |          |
| |                    |                            |          |
| |                    |                            |          |
| Classificação por etapas |                    |                            |          |
| Ciclista | Ciclista           | Equipe                     | Tempo    |
| 1. | Stéphane Rossetto  | Cofidis, Solutions Crédits | 4h53m22s |
| 2. | Greg Van Avermaet  | BMC Racing Team            | + 34s    |
| 3. | Ian Bibby          | JLT Condor                 | + 34s    |
| 4. | Edward Dunbar      | Aqua Blue Sport            | + 34s    |
| 5. | Eduard Prades      | Euskadi-Murias             | + 34s    |
| 6. | Anthony Perez      | Cofidis, Solutions Crédits | + 34s    |
| 7. | Jonathan Hivert    | Direct Énergie             | + 34s    |
| 8. | Serge Pauwels      | Dimension Data             | + 34s    |
| 9. | Robert Kišerlovski | Katusha-Alpecin            | + 34s    |
| 10. | Michael Storer     | Team Sunweb                | + 34s    |

## Classificações finais
As classificações finalizaram da seguinte forma:

### Classificação geral
| \| Classificação geral \| Classificação geral \| Classificação geral \| Classificação geral \| Classificação geral \| \| Ciclista \| Ciclista \| Equipe \| Tempo \| \| \| ------------------- \| ------------------- \| -------------------------- \| ------------------- \| ------------------- \| \| 1. \| Greg Van Avermaet \| BMC Racing Team \| 16h38m00s \| \| \| 2. \| Eduard Prades \| Euskadi-Murias \| + 9s \| \| \| 3. \| Serge Pauwels \| Dimension Data \| + 14s \| \| \| 4. \| Robert Kišerlovski \| Katusha-Alpecin \| + 19s \| \| \| 5. \| Michael Storer \| Team Sunweb \| + 19s \| \| \| 6. \| Ian Bibby \| JLT Condor \| + 23s \| \| \| 7. \| Anthony Perez \| Cofidis, Solutions Crédits \| + 25s \| \| \| 8. \| Edward Dunbar \| Aqua Blue Sport \| + 27s \| \| \| 9. \| Patrick Bevin \| BMC Racing Team \| + 37s \| \| \| 10. \| Jonathan Hivert \| Direct Énergie \| + 39s \| \| |                    |                            |           |
| |                    |                            |           |
| Fonte: ProCyclingStats |                    |                            |           |
| Classificação geral |                    |                            |           |
| Ciclista | Ciclista           | Equipe                     | Tempo     |
| 1. | Greg Van Avermaet  | BMC Racing Team            | 16h38m00s |
| 2. | Eduard Prades      | Euskadi-Murias             | + 9s      |
| 3. | Serge Pauwels      | Dimension Data             | + 14s     |
| 4. | Robert Kišerlovski | Katusha-Alpecin            | + 19s     |
| 5. | Michael Storer     | Team Sunweb                | + 19s     |
| 6. | Ian Bibby          | JLT Condor                 | + 23s     |
| 7. | Anthony Perez      | Cofidis, Solutions Crédits | + 25s     |
| 8. | Edward Dunbar      | Aqua Blue Sport            | + 27s     |
| 9. | Patrick Bevin      | BMC Racing Team            | + 37s     |
| 10. | Jonathan Hivert    | Direct Énergie             | + 39s     |

### Classificação por pontos
| Classificação por pontos | Classificação por pontos | Classificação por pontos    | Classificação por pontos | Classificação por pontos |
| Ciclista                 | Ciclista                 | Equipe                      | Pontos                   |                          |
| ------------------------ | ------------------------ | --------------------------- | ------------------------ | ------------------------ |
| 1.                       | Greg Van Avermaet        | BMC Racing Team             | 30 pts                   |                          |
| 2.                       | Magnus Cort              | Astana                      | 27 pts                   |                          |
| 3.                       | Stéphane Rossetto        | Cofidis, Solutions Crédits  | 25 pts                   |                          |
| 4.                       | Max Walscheid            | Team Sunweb                 | 20 pts                   |                          |
| 5.                       | Eduard Prades            | Euskadi-Murias              | 16 pts                   |                          |
| 6.                       | Tom Baylis               | ONE Pro Cycling             | 11 pts                   |                          |
| 7.                       | Bryan Coquard            | Vital Concept               | 11 pts                   |                          |
| 8.                       | Robbert de Greef         | Roompot-Nederlandse Loterij | 10 pts                   |                          |
| 9.                       | Serge Pauwels            | Dimension Data              | 10 pts                   |                          |
| 10.                      | Jonathan Hivert          | Direct Énergie              | 10 pts                   |                          |

### Classificação da montanha
| Classificação da montanha | Classificação da montanha | Classificação da montanha  | Classificação da montanha | Classificação da montanha |
| Ciclista                  | Ciclista                  | Equipe                     | Pontos                    |                           |
| ------------------------- | ------------------------- | -------------------------- | ------------------------- | ------------------------- |
| 1.                        | Stéphane Rossetto         | Cofidis, Solutions Crédits | 16 pts                    |                           |
| 2.                        | Max Stedman               | Canyon Eisberg             | 10 pts                    |                           |
| 3.                        | Michael Cuming            | Madison Genesis            | 8 pts                     |                           |
| 4.                        | Peter Williams            | ONE Pro Cycling            | 6 pts                     |                           |
| 5.                        | Jonathan McEvoy           | Madison Genesis            | 6 pts                     |                           |
| 6.                        | Magnus Cort               | Astana                     | 4 pts                     |                           |
| 7.                        | Hayden McCormick          | ONE Pro Cycling            | 4 pts                     |                           |
| 8.                        | Owain Doull               | Team Sky                   | 3 pts                     |                           |
| 9.                        | Greg Van Avermaet         | BMC Racing Team            | 2 pts                     |                           |
| 10.                       | Edward Dunbar             | Aqua Blue Sport            | 2 pts                     |                           |

### Classificação por equipas
| Classificação por equipes | Classificação por equipes     | Classificação por equipes | Classificação por equipes |
| Equipe                    | Equipe                        | Tempo                     |                           |
| ------------------------- | ----------------------------- | ------------------------- | ------------------------- |
| 1.                        | BMC Racing Team               | 49h55m47s                 |                           |
| 2.                        | Cofidis, Solutions Crédits    | + 1m24s                   |                           |
| 3.                        | JLT Condor                    | + 2m34s                   |                           |
| 4.                        | Aqua Blue Sport               | + 2m45s                   |                           |
| 5.                        | Katusha-Alpecin               | + 3m26s                   |                           |
| 6.                        | Euskadi Basque Country-Murias | + 3m56s                   |                           |
| 7.                        | ONE Pro Cycling               | + 4m15s                   |                           |
| 8.                        | Team Sunweb                   | + 6m10s                   |                           |
| 9.                        | Direct Énergie                | + 7m49s                   |                           |
| 10.                       | Rally Cycling                 | + 9m14s                   |                           |

## Evolução das classificações
| Etapa                 | Vencedor              | Classificação geral | Classificação por pontos | Classificação da montanha | Classificação por equipas | Prêmio da combatividad |
| --------------------- | --------------------- | ------------------- | ------------------------ | ------------------------- | ------------------------- | ---------------------- |
| 1.ª                   | Harry Tanfield        | Harry Tanfield      | Harry Tanfield           | Michael Cuming            | Madison Genesis           | Harry Tanfield         |
| 2.ª                   | Magnus Cort           | Magnus Cort         | Harry Tanfield           | Michael Cuming            | BMC Racing                | Tom Baylis             |
| 3.ª                   | Max Walscheid         | Magnus Cort         | Magnus Cort              | Michael Cuming            | BMC Racing                | Peter Williams         |
| 4.ª                   | Stéphane Rossetto     | Greg Van Avermaet   | Greg Van Avermaet        | Stéphane Rossetto         | BMC Racing                | Stéphane Rossetto      |
| Classificações finais | Classificações finais | Greg Van Avermaet   | Greg Van Avermaet        | Stéphane Rossetto         | BMC Racing                | não entregado          |

## UCI World Ranking
O Tour de Yorkshire outorga pontos para o UCI Europe Tour de 2018 e o UCI World Ranking, este último para corredores das equipas nas categorias UCI WorldTeam, Profissional Continental e Equipas Continentais. As seguintes tabelas mostram o barómetro de pontuação e os 10 corredores que obtiveram mais pontos:
| Posição             | 1.º | 2.º | 3.º | 4.º | 5.º | 6.º | 7.º | 8.º | 9.º | 10.º | 11.º | 12.º | 13.º-15.º | 16.º-25.º |
| Classificação geral | 125 | 85  | 70  | 60  | 50  | 40  | 35  | 30  | 25  | 20   | 15   | 10   | 5         | 3         |
| Por etapa           | 14  | 5   | 3   |     |     |     |     |     |     |      |      |      |           |           |
| Líder               | 3   |     |     |     |     |     |     |     |     |      |      |      |           |           |

| Classificação | Classificação      | Classificação                 | Classificação | Classificação | Classificação | Classificação |
| Posição       | Ciclista           | Equipa                        | Geral         | Etapa         | Líder         | Total         |
| ------------- | ------------------ | ----------------------------- | ------------- | ------------- | ------------- | ------------- |
| 1.º           | Greg Van Avermaet  | BMC Racing                    | 125           | 10            | -             | 135           |
| 2.º           | Eduard Prades      | Euskadi Basque Country-Murias | 85            | 3             | -             | 88            |
| 3.º           | Serge Pauwels      | Dimension Data                | 70            | -             | -             | 70            |
| 4.º           | Robert Kiserlovski | Katusha-Alpecin               | 60            | -             | -             | 60            |
| 5.º           | Michael Storer     | Sunweb                        | 50            | -             | -             | 50            |
| 6.º           | Ian Bibby          | JLT Condor                    | 40            | 3             | -             | 43            |
| 7.º           | Anthony Perez      | Cofidis, Solutions Crédits    | 35            | -             | -             | 35            |
| 8.º           | Edward Dunbar      | Aqua Blue Sport               | 30            | -             | -             | 30            |
| 9.º           | Magnus Cort        | Astana                        | 3             | 19            | 6             | 28            |
| 10.º          | Patrick Bevin      | BMC Racing                    | 25            | -             | -             | 25            |